# Rumilly-lès-Vaudes
Rumilly-lès-Vaudes – miejscowość i gmina we Francji, w regionie Grand Est, w departamencie Aube.
Według danych na rok 1990 gminę zamieszkiwało 475 osób, a gęstość zaludnienia wynosiła 11 osób/km².

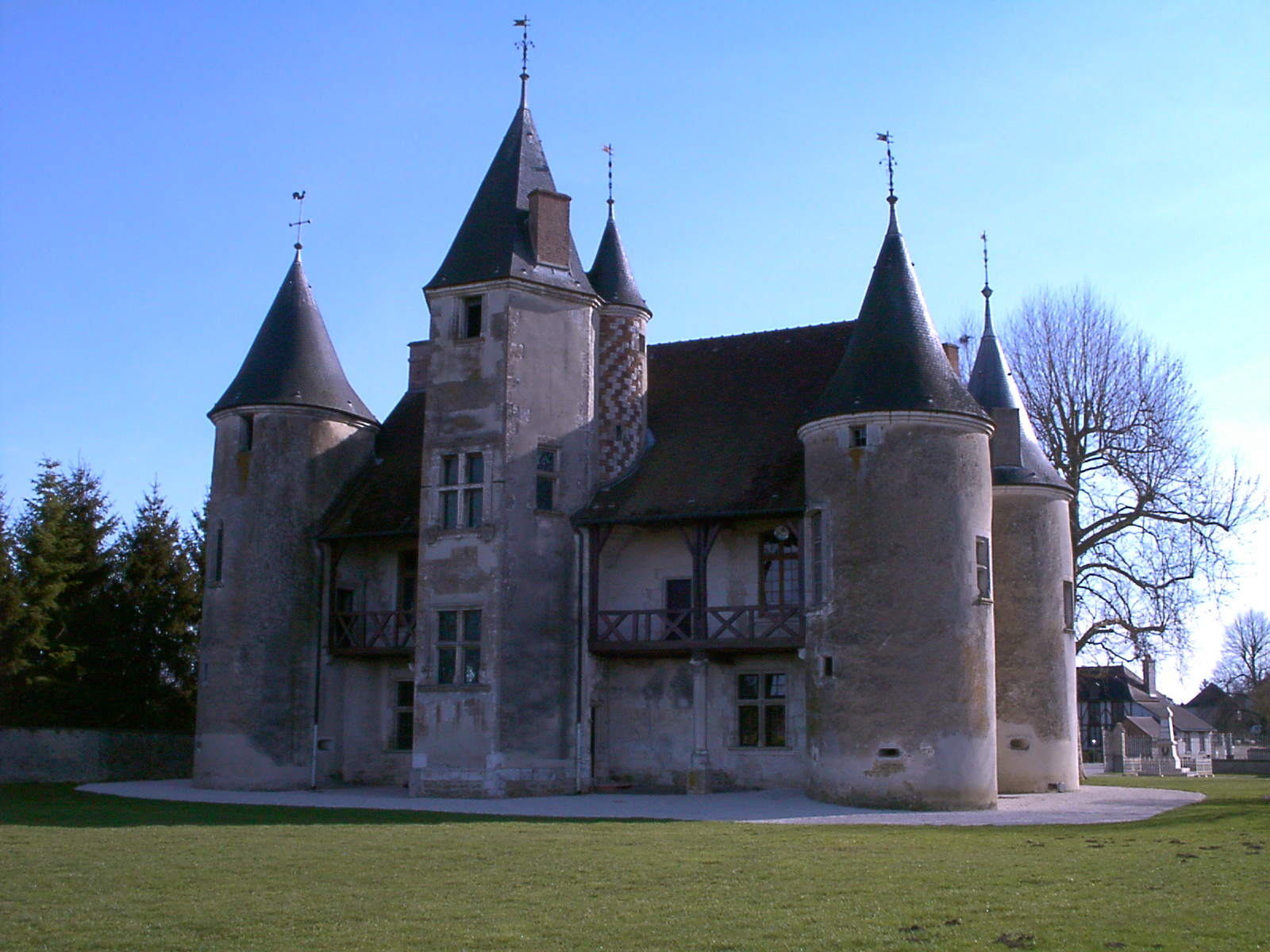
Dwór w Rumilly-lès-Vaudes, 2007